# ۲۶ ذی‌الحجه
۲۶ ذیحجه، بیست و ششمین روز از ماه ذیحجه در تقویم هجری قمری است.
در تقویم هجری قمری قراردادی این روز سیصد و پنجاه و یکمین روز سال است.

## وقایع
- ۱۹۷ - به خلافت رسیدن مأمون فرزند هارون الرشید پس از کشته شدن برادرش امین.
- ۱۲۴۲ - پایان جنگ دوم ایران و روس با شکست «عباس میرزا» ولیعهد فتحعلی شاه قاجار

## زادگان
- ۹۵۳ - شیخ بهایی دانشمند عصر صفوی
- تولد «علی بن یوسف آمِدی» فقیه وادیب برجسته(۵۵۹ ق)

## درگذشتگان
- ۲۳ - عمر بن خطاب خلیفهٔ دوم مسلمین.
- «غلامرضا یزدی کوچه بیوکی» عالم شیعه (۱۳۷۸ ق)
- «سیدمحمدکاظم لواسانی» حکیم و فیلسوف شهیر معروف به «عصّار» (۱۳۹۴ ق)